# Aristarchus (cratera)
Imagem da Lunar Orbiter 4

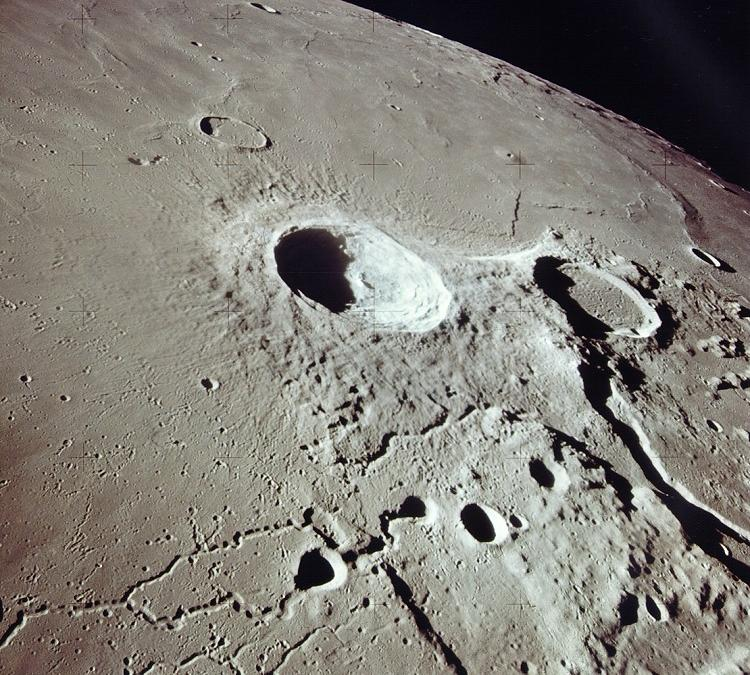
Aristarchus (centro) e Herodotus (direita) da Apollo 15. Foto da NASA.

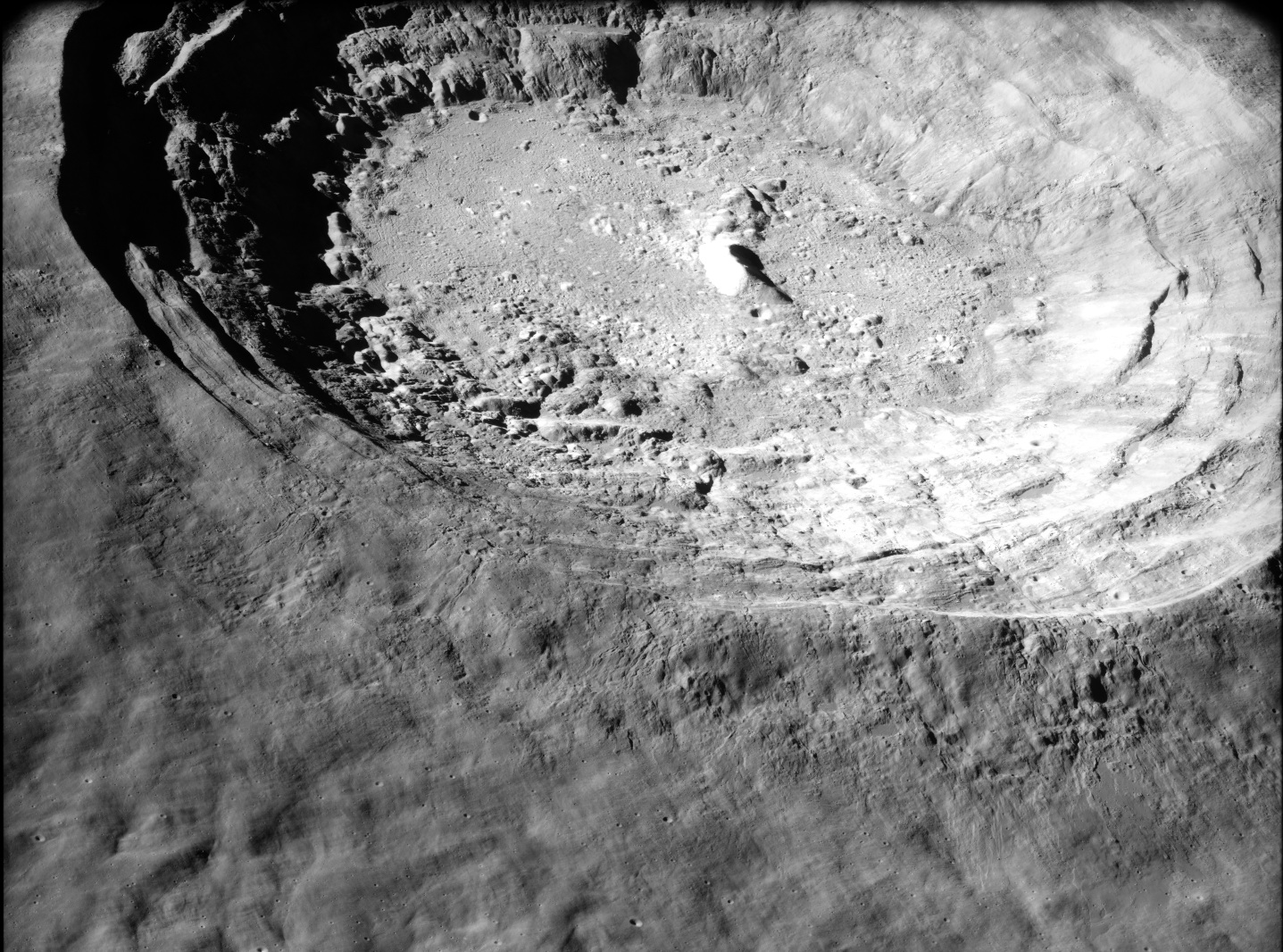
Imagem oblíqua de perto da Apollo 15. Foto da NASA.

Aristarchus é uma cratera lunar de impacto que fica na parte noroeste do lado próximo da Lua. É considerada a mais brilhante das grandes formações na superfície lunar, com um albedo quase o dobro da maioria dos aspectos lunares. É brilhante o suficiente para ser visível a olho nu e apresenta características excepcionalmente brilhantes quando vista por um grande telescópio. Ela também é facilmente identificada quando a maior parte da superfície lunar é iluminada pela luz cinérea. A cratera é mais profunda que o Grand Canyon.
O nome da cratera é uma homenagem ao astrônomo grego Aristarco de Samos. Ela está localizada na borda sudeste do platô de Aristarchus, uma área elevada que contém várias características vulcânicas, como ranhuras [en] sinuosas. Essa área também é conhecida pelo grande número de fenômenos lunares transitórios relatados, bem como por emissões recentes de gás radônio, conforme medido pela espaçonave Lunar Prospector.

## Selenografia
Aristarchus está localizada no platô de Aristarchus, uma elevação rochosa no meio do Oceanus Procellarum, uma grande extensão de mare lunar. Trata-se de um bloco inclinado, com cerca de 200 km de diâmetro, que se eleva a uma elevação máxima de 2 km acima do mare na seção sudeste. Aristarchus fica a leste da cratera Herodotus [en] e do Vallis Schröteri [en], e ao sul de um sistema de ranhuras sinuosas e estreitas chamado Rimae Aristarchus [en].
Aristarchus é brilhante porque é uma formação relativamente jovem, com aproximadamente 450 milhões de anos, e o vento solar ainda não teve tempo de escurecer o material escavado pelo processo de erosão espacial. O impacto ocorreu após a criação da cratera de raios Copernicus, mas antes do surgimento da Tycho. Devido a seus raios proeminentes, Aristarchus é mapeado como parte do Sistema Copernicano.

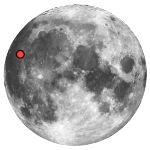
Localização da cratera Aristarchus na Lua.

A parte mais brilhante dessa cratera é o pico central íngreme. As seções do piso interno parecem relativamente planas, mas as fotografias do Lunar Orbiter revelam que a superfície é coberta por muitas colinas pequenas, sulcos estriados e algumas fraturas menores. A cratera tem uma parede externa em socalcos, de formato poligonal e coberta por um manto brilhante de ejeção. Elas se espalham em um sistema de raios brilhantes ao sul e sudeste, sugerindo que Aristarchus foi provavelmente formada por um impacto oblíquo vindo do nordeste, e sua composição inclui material tanto do platô de Aristarchus quanto do mare lunar.
Em novembro de 2011, o Lunar Reconnaissance Orbiter passou sobre a cratera, que se estende por quase 40 quilômetros e afunda a mais de 3,5 quilômetros de profundidade. “O platô de Aristarchus é um dos lugares com maior diversidade geológica na Lua: um misterioso platô plano elevado, uma ranhura gigante esculpida por enormes derramamentos de lava, campos de cinzas vulcânicas explosivas e tudo isso cercado por basaltos de inundação maciços”, disse Mark Robinson, pesquisador principal da câmera do Lunar Reconnaissance Orbiter na Universidade Estadual do Arizona. A NASA divulgou fotos da cratera em 25 de dezembro de 2011.

## Sensoriamento remoto

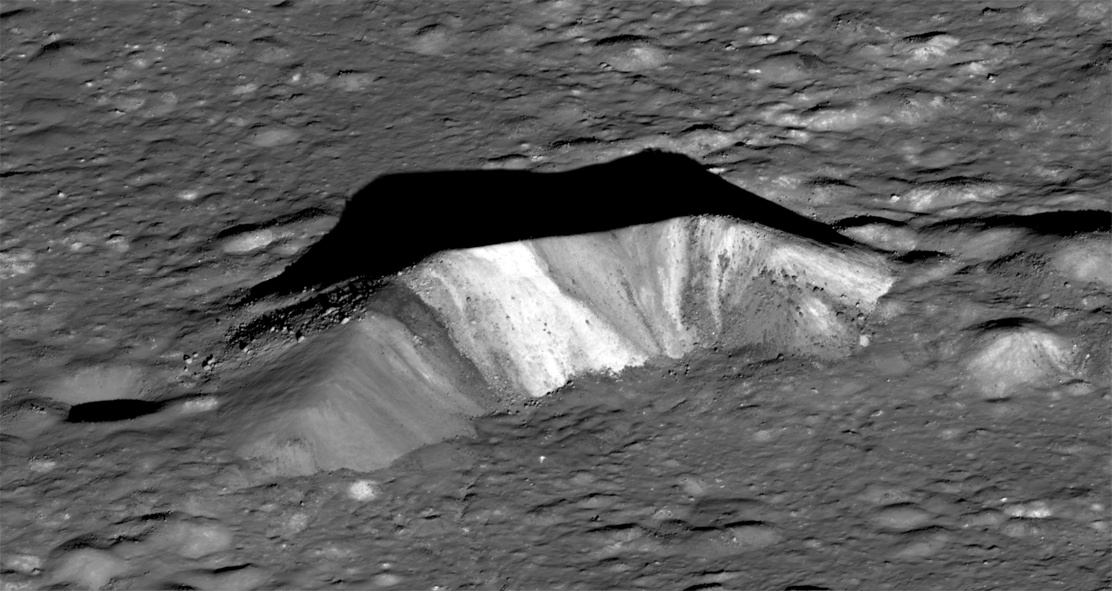
Imagem do Lunar Reconnaissance Orbiter do pico central, com cores mostrando variações na composição.

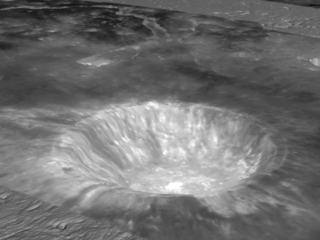
Imagem da missão Clementine de Aristarchus e arredores mapeada em topografia simulada. Foto da NASA.

Em 1911, o professor Robert W. Wood usou a fotografia ultravioleta para obter imagens da área da cratera. Ele descobriu que o platô tinha uma aparência anômala no ultravioleta, e uma área ao norte parecia dar indicações de um depósito de enxofre. Essa área colorida às vezes é chamada de “Wood's Spot”, um nome alternativo para o platô de Aristarchus.
Os espectros obtidos dessa cratera durante a missão Clementine foram usados para realizar o mapeamento mineral. Os dados indicaram que o pico central é um tipo de rocha chamada anortosito, que é uma forma de rocha ígnea de resfriamento lento composta de feldspato plagioclásio. Em contraste, a parede externa é de troctólito, uma rocha composta de partes iguais de plagioclásio e olivina.
A região de Aristarchus fez parte de um estudo do Telescópio Espacial Hubble em 2005 que estava investigando a presença de solos vítreos ricos em oxigênio na forma do mineral ilmenita. Foram feitas medições de linha de base dos locais de pouso da Apollo 15 e da Apollo 17, onde a química é conhecida, e essas medições foram comparadas com a de Aristarchus. A câmera avançada do Hubble para levantamentos foi usada para fotografar a cratera em luz visual e ultravioleta. Foi determinado que a cratera tinha concentrações especialmente ricas de ilmenita, um mineral de óxido de titânio que poderia ser usado no futuro por um assentamento lunar para extrair oxigênio.

## Fenômenos lunares transitórios
A região do platô de Aristarchus tem sido o local de muitos relatos de fenômenos lunares transitórios, com um total de 122 desses relatos até 2007, o maior registrado para qualquer cratera lunar. Esses eventos incluem obscurecimentos temporários e colorações da superfície, e os catálogos desses fenômenos mostram que mais de um terço das observações mais confiáveis vêm desse local. Em 1971, quando a Apollo 15 passou 110 quilômetros acima do platô de Aristarchus, foi detectado um aumento significativo de partículas alfa. Acredita-se que essas partículas sejam causadas pelo decaimento do radônio-222, um gás radioativo com meia-vida de apenas 3,8 dias. Mais tarde, a missão Lunar Prospector confirmou as emissões de radônio-222 dessa cratera.
Um dos relatos mais antigos de fenômenos lunares transitórios em Aristarchus é uma observação feita por Heinrich Olbers em 5 de fevereiro de 1821. O contemporâneo Henry Kater acreditava publicamente que esse e outros eventos se deviam à atividade vulcânica na Lua, uma crença que não era compartilhada com tanta confiança por Olbers, que acreditava ser explicável de uma maneira “mais consistente com o que sabemos sobre a construção física da Lua”.

## Nomes
O nome Aristarchus é uma homenagem ao astrônomo grego Aristarco de Samos. Como muitas das crateras no lado próximo da Lua, seu nome foi dado por Giovanni Battista Riccioli, cujo sistema de nomenclatura de 1651 foi padronizado em 1935. Cartógrafos lunares anteriores deram nomes diferentes a essa cratera. O mapa de Michael Florent van Langren de 1645 a chama de “Balthasaris Hispa. Pri.” em homenagem a Baltasar Carlos, na época herdeiro aparente dos reinos da Espanha. Johannes Hevelius a chamou de ‘Mons Porphyrites’ em homenagem às montanhas próximas a Olbia [en], no Egito. Uma região específica de albedo ultravioleta muito baixo é chamada de "Wood's Spot" em homenagem a seu descobridor, Robert W. Wood.

## Crateras de satélite

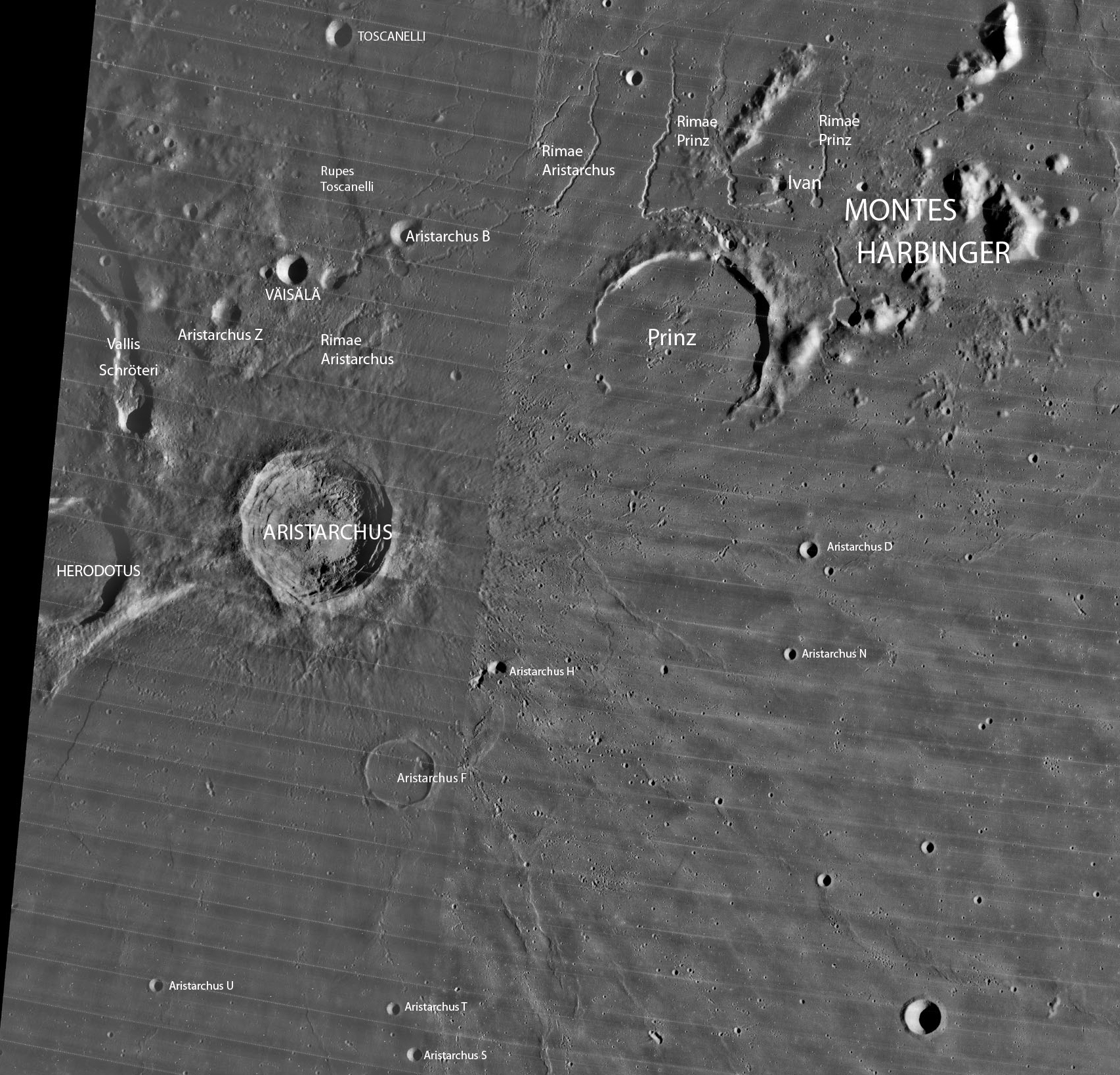
Imagem mostrando Aristarchus e suas crateras satélites.

Ao redor da Aristarchus há várias crateras menores, muitas das quais provavelmente são crateras secundárias. As crateras secundárias se formam quando grandes blocos ejetados da cratera primária reimpactam a superfície em altas velocidades. Por convenção, essas características são identificadas nos mapas lunares colocando-se uma letra no lado do ponto médio da cratera que está mais próximo da cratera primária.
| Aristarchus | Latitude | Longitude | Diâmetro |
| ----------- | -------- | --------- | -------- |
| B           | 26,3° N  | 46,8° W   | 7 km     |
| D           | 23,7° N  | 42,9° W   | 5 km     |
| F           | 21,7° N  | 46,5° W   | 18 km    |
| H           | 22,6° N  | 45,7° W   | 4 km     |
| N           | 22,8° N  | 42,9° W   | 3 km     |
| S           | 19,3° N  | 46,2° W   | 4 km     |
| T           | 19,6° N  | 46,4° W   | 4 km     |
| U           | 19,7° N  | 48,6° W   | 4 km     |
| Z           | 25,5° N  | 48,4° W   | 8 km     |

As seguintes crateras foram renomeadas pela União Astronômica Internacional:
- Aristarchus A - Väisälä [en]

- Aristarchus C - Toscanelli [en]

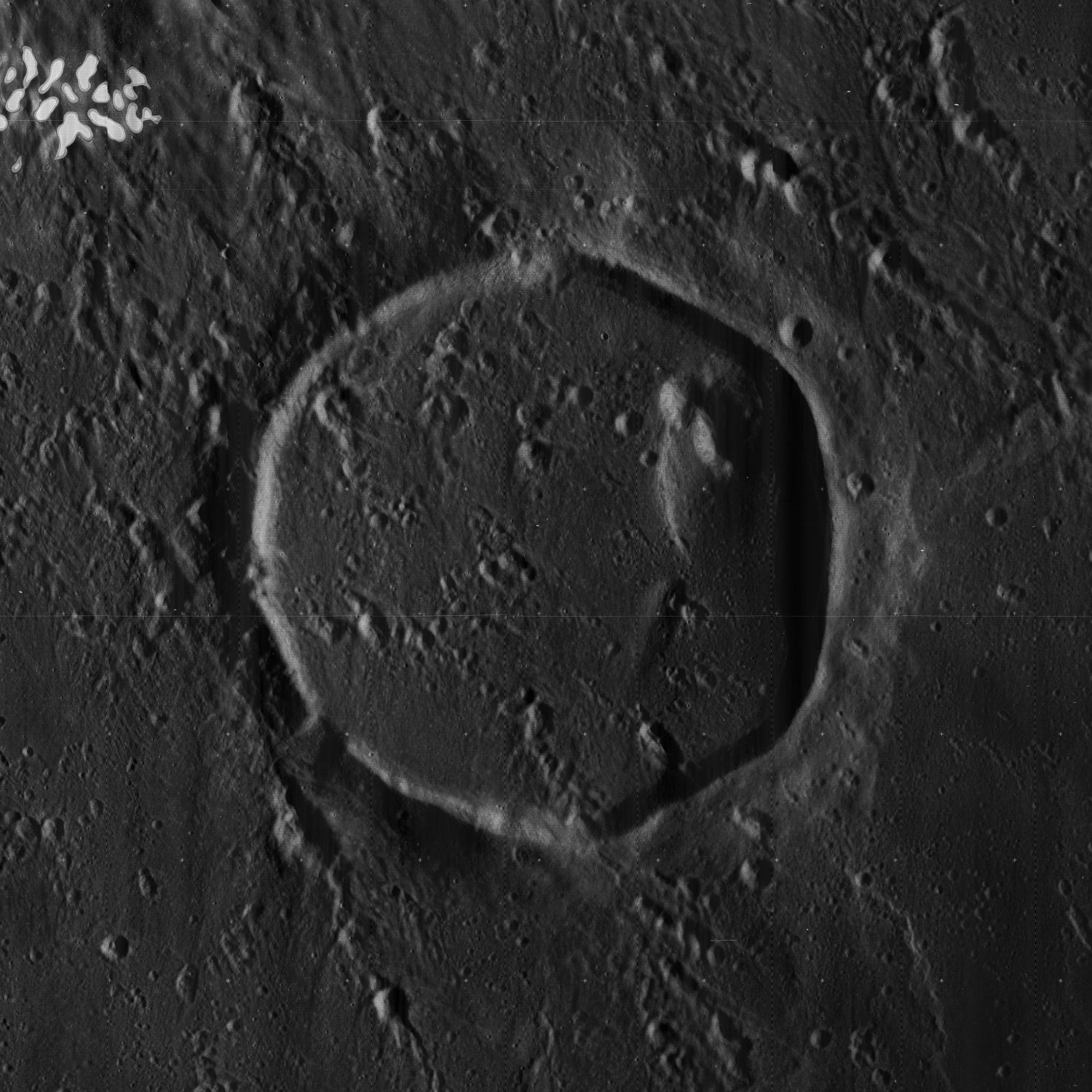
Aristarchus F (imagem da Lunar Orbiter 5)